# 베르나르두 비에이라 지 소자
베르나르두 비에이라 지 소자(포르투갈어: Bernardo Vieira de Souza, 1990년 5월 20일)는 브라질의 축구 선수로, 베르나르두 비에이라 지 소자의 포지션은 세컨드 스트라이커 내지는 공격형 미드필더이다. 또한 현재 브라질의 3부 리그인 캄페오나투 브라질레이루 세리이 C의 보우타헤돈다 소속이다. 2016년 K리그 클래식 울산 현대에서 뛴 적이 있으며, K리그 등록명은 베르나르도였다.
베르나르두 비에이라 지 소자는 2016 시즌을 앞두고 울산 현대에 입단했지만, 부상과 적응 문제로 1 경기도 뛰지 못한 채 6개월만에 팀을 떠났다.